# Boulevard Gardens
Boulevard Gardens es un lugar designado por el censo ubicado en el condado de Broward en el estado estadounidense de Florida. En el Censo de 2010 tenía una población de 1274 habitantes y una densidad poblacional de 1.906,57 personas por km².

## Geografía
Boulevard Gardens se encuentra ubicado en las coordenadas 26°7′30″N 80°10′56″O / 26.12500, -80.18222. Según la Oficina del Censo de los Estados Unidos, Boulevard Gardens tiene una superficie total de 0.67 km², de la cual 0.67 km² corresponden a tierra firme y (0%) 0 km² es agua.

## Demografía
Según el censo de 2010, había 1274 personas residiendo en Boulevard Gardens. La densidad de población era de 1.906,57 hab./km². De los 1274 habitantes, Boulevard Gardens estaba compuesto por el 2.83% blancos, el 94.35% eran afroamericanos, el 0.16% eran amerindios, el 0% eran asiáticos, el 0% eran isleños del Pacífico, el 0.63% eran de otras razas y el 2.04% pertenecían a dos o más razas. Del total de la población el 2.59% eran hispanos o latinos de cualquier raza.